# 上池袋
上池袋（かみいけぶくろ）は、東京都豊島区の町名。現行行政地名は上池袋一丁目から上池袋四丁目。住居表示実施済区域。

## 地理
北端は板橋区板橋、北東は旧谷端川暗渠で北区滝野川と、東は宮仲公園通りを境に西巣鴨と接し南東はは西巣鴨橋通りを境界に北大塚、南はJR山手線を挟んで東池袋、南西のJRおよび東武東上線の線路上で西池袋、および東上線を跨いで池袋、西は池袋本町（JR赤羽線・東上線は、雲雀ヶ谷踏切以南は池袋本町）と接する。全体的に南側が池袋台地の北端に当たるので高く、旧谷端川に向かって北側になだらかに低くなっていく地形である。
池袋駅・大塚駅・板橋駅の中間に位置し、明治通りに沿う。明治通り沿いの商業地域を除き戦後に形成された住宅街で、町域内には細い路地が多く残る。

### 地価
住宅地の地価は、2025年（令和7年）1月1日の公示地価によれば、上池袋3-5-5の地点で65万円/m2となっている。

## 歴史
長きにわたり大規模開発とは無縁の区域であったが、2005年に癌研究会附属病院が移転したため2007年から跡地が再開発され、2008年に5階建ての商業棟であるドレシア アネックスが竣工。2009年には22階建てのドレシア タワーと8階建てのドレシア パークの2つの賃貸住居棟が竣工した。ドレシア アネックスにはフィットネスクラブのセントラルウェルネスクラブとスーパーマーケットのピーコックストアが営業を開始している。

### 沿革
- 鎌倉時代 鎌倉街道中道（なかつみち）整備される。現在の宮仲橋から上池袋二丁目交差点に続く道がそれとされる。
- 1573年（天正元年）頃 子安稲荷神社再興される。
- 江戸以前 朱引線（寺社奉行管轄地）・墨引線（江戸町奉行管轄地）外であり、当時は域内のほとんどが未開発の土地、もしくは田畑だったと思われる。
- 1878年（明治11年） 郡区町村編制法により北豊島郡発足。池袋村・新田堀之内村と堀之内村がその下に置かれた。
- 1885年（明治18年） 日本鉄道により品川駅 - 赤羽駅間に鉄道開業。合わせて板橋駅が開業。
- 1889年（明治22年） 町村制施行により北豊島郡巣鴨村が発足。大字池袋・大字堀之内・大字新田堀之内が現在の上池袋。
- 1903年（明治36年） 日本鉄道に池袋駅開業、合わせて池袋駅 - 田端駅間に鉄道開業。
- 1911年（明治44年） 真宗大学が京都へ移転、跡地を渋沢栄一の三男である渋沢正雄が購入し、氏の邸宅となった。
- 1911年（大正元年）頃 大字池袋三家2402（現在の上池袋四丁目）に大正舎（牧場・搾乳業）が開業。後に東洋ホルスタインと改称。
- 1914年（大正3年） 東上鉄道により、池袋駅 - 田面沢駅（現：川越市駅 - 霞ヶ関駅間）間に鉄道開業。
- 1918年（大正7年） 巣鴨村が町制施行し西巣鴨町となる。
- 1920年（大正9年） サクマ式ドロップスの佐久間製菓株式会社の工場が現在の上池袋二丁目5番辺りで竣工。戦中に会社が解散するまで稼動した。
- 1922年（大正11年） 東京府北豊島郡巣鴨村宮仲（現：上池袋一丁目。現在地に同じ）に旧制巣鴨中学校創立。現在の巣鴨学園に至る。
- 1926年（昭和2年） 省線池袋車庫の用地を買収。
- 1929年（昭和4年） 省線池袋車庫供用開始。
- 1932年（昭和7年） 西巣鴨町が東京市に編入され、豊島区の一部となる。池袋一丁目・池袋七丁目の一部・池袋八丁目全域・堀之内町全域・西巣鴨二丁目の一部が現在の上池袋。
- 1934年（昭和9年） 東武東上線に東武堀之内駅開業。
- 1934年（昭和9年） 癌研究会・癌研究会附属病院が上池袋一丁目に開設される。
- 1945年（昭和20年）4月13日 米軍による空襲で地区の半分以上の面積が罹災。東武堀之内駅も駅舎が崩壊。
- 1947年（昭和22年）8月29日 東武堀之内駅廃止。
- 1951年（昭和26年）9月1日 東武堀之内駅跡が北池袋駅として再開業。
- 1957年（昭和32年）1月12日　都営トロリーバスの103系統が池袋駅前 - 亀戸四丁目間に開業。
- 1960年（昭和35年）7月1日 池袋マンモスプール開業。大きさは72m×36m。
- 1966年（昭和41年）11月 池袋大橋開通。それ以前はJR線・東武東上線を鎌倉第二踏切で渡る必要があり、大渋滞していた。
- 1968年（昭和43年）3月31日 都営トロリーバスの103系統が廃止。
- 1969年（昭和44年）4月1日 住居表示変更に伴い、上池袋が設置される。
- 1985年（昭和60年）5月8日 国鉄池袋電車区構内で入換作業中の山手線車両が暴走する事故が発生。車止めを突き破り、民家に突入した。
- 1993年（平成5年）8月31日 池袋マンモスプール閉鎖。
- 1997年（平成9年）7月7日 「アパホテル 東京板橋」開業。
- 1999年（平成11年）6月 豊島清掃工場稼動。
- 2003年（平成15年） 町域内で高層マンション反対運動相次ぐ。
- 2004年（平成16年） 1丁目の老舗居酒屋「長野屋」閉店。
- 2005年（平成17年）2月 癌研究会・同附属病院が江東区有明に移転。
- 2006年（平成18年）1月 癌研究会取り壊し・整地される。
- 2007年（平成19年）2月 「アパホテル 東京板橋」耐震強度不足疑惑で営業停止。
- 2007年（平成19年）5月 2丁目の老舗和菓子店「梅花亭」が神楽坂に移転。
- 2007年（平成19年）7月 癌研究会跡地開発計画「上池袋プロジェクト」着工。
- 2007年（平成19年）8月 耐震強度不足疑惑で営業停止の「アパホテル 東京板橋」が営業再開。
- 2007年（平成19年）9月 オリックス不動産・ハウスメイトパートナーズが「上池袋プロジェクト」の概要を発表。
- 2008年（平成20年）9月 「上池袋プロジェクト」の商業棟・ドレシア アネックスがオープン。
- 2009年（平成21年）2月、5月 「上池袋プロジェクト」の賃貸住居棟・ドレシア パークとドレシア タワーが竣工。

## 世帯数と人口
2023年（令和5年）1月1日現在（東京都発表）の世帯数と人口は以下の通りである。
| 丁目         | 世帯数     | 人口     |
| ------------ | ---------- | -------- |
| 上池袋一丁目 | 3,127世帯  | 4,986人  |
| 上池袋二丁目 | 2,291世帯  | 3,481人  |
| 上池袋三丁目 | 2,763世帯  | 4,290人  |
| 上池袋四丁目 | 2,632世帯  | 4,588人  |
| 計           | 10,813世帯 | 17,345人 |

### 人口の変遷
国勢調査による人口の推移。
| 年                 | 人口   |
| ------------------ | ------ |
| 1995年（平成7年）  | 14,261 |
| 2000年（平成12年） | 14,527 |
| 2005年（平成17年） | 15,055 |
| 2010年（平成22年） | 17,860 |
| 2015年（平成27年） | 17,953 |
| 2020年（令和2年）  | 18,333 |

### 世帯数の変遷
国勢調査による世帯数の推移。
| 年                 | 世帯数 |
| ------------------ | ------ |
| 1995年（平成7年）  | 7,528  |
| 2000年（平成12年） | 8,009  |
| 2005年（平成17年） | 8,638  |
| 2010年（平成22年） | 10,266 |
| 2015年（平成27年） | 11,003 |
| 2020年（令和2年）  | 11,316 |

## 学区
区立小・中学校に通う場合、学区は以下の通りとなる（2017年12月現在）。なお、豊島区の小・中学校では学校選択制度を導入しており、以下の指定校に隣接している通学区域の学校も選択することが可能。
| 丁目         | 番地 | 小学校                 | 中学校               |
| ------------ | ---- | ---------------------- | -------------------- |
| 上池袋一丁目 | 全域 | 豊島区立豊成小学校     | 豊島区立巣鴨北中学校 |
| 上池袋二丁目 | 全域 | 豊島区立池袋第一小学校 | 豊島区立池袋中学校   |
| 上池袋三丁目 | 全域 | 豊島区立池袋第一小学校 | 豊島区立池袋中学校   |
| 上池袋四丁目 | 全域 | 豊島区立池袋第一小学校 | 豊島区立池袋中学校   |

## 交通

### 鉄道
町域の南端がJR山手線、西端が赤羽線・東武東上線に接する。雲雀ヶ谷踏切から板橋駅にかけての赤羽線は上池袋に含まれている。
- 板橋駅 - 敷地の南半、ホームの池袋方半分以上が上池袋四丁目に含まれるが、出入口は設置されていない。

### バス
明治通りを都バス路線が通っている（王40、王55、草63・草64、深夜02）。
停留所
- 上池袋1丁目停留所 王子・とげぬき地蔵・浅草雷門方面は上池袋二丁目に位置する。
- 上池袋3丁目停留所 池袋方面は上池袋一丁目に位置する。
- 上池袋4丁目停留所 池袋方面は西巣鴨一丁目に位置する。

かつて昭和30年代から40年代にかけて、明治通り上に都営トロリーバスが通っていた。途中の池袋駅東口 - 大関横丁間は現在の都営バス草64系統のルートに相当する。

### 道路
- 首都高速5号池袋線 - 川越街道の上に高架で通っている。
- 国道254号（川越街道） - 町域の南西端をわずかにかすめるように通る。
- 明治通り - 町域を南北に貫く。通り東側がすべて上池袋一丁目。西側が上池袋二丁目〜上池袋四丁目になる。
- 東京都道436号小石川西巣鴨線（宮仲公園通り） - 旧名称「癌研通り」。大塚駅と北池袋駅を結び、町域内を東西に通る。通り南側が上池袋三丁目、北側が上池袋四丁目。
- 池袋大橋 - テレビドラマ・池袋ウエストゲートパークの舞台にもなった。

## 事業所
2021年（令和3年）現在の経済センサス調査による事業所数と従業員数は以下の通りである。
| 丁目         | 事業所数  | 従業員数 |
| ------------ | --------- | -------- |
| 上池袋一丁目 | 112事業所 | 824人    |
| 上池袋二丁目 | 90事業所  | 935人    |
| 上池袋三丁目 | 84事業所  | 524人    |
| 上池袋四丁目 | 113事業所 | 720人    |
| 計           | 399事業所 | 3,003人  |

### 事業者数の変遷
経済センサスによる事業所数の推移。
| 年                 | 事業者数 |
| ------------------ | -------- |
| 2016年（平成28年） | 412      |
| 2021年（令和3年）  | 399      |

### 従業員数の変遷
経済センサスによる従業員数の推移。
| 年                 | 従業員数 |
| ------------------ | -------- |
| 2016年（平成28年） | 2,887    |
| 2021年（令和3年）  | 3,003    |

## 施設
- 上池袋図書館
- 上池袋コミュニティーセンター
- 警視庁池袋警察署上池袋交番
- 豊島清掃工場
- 池袋スポーツセンター
- 巣鴨中学校・高等学校
- 豊島区立池袋第一小学校
- 豊島区立豊成小学校
- 上池袋郵便局
- JR東日本東京支社池袋運転区
- アパホテル東京板橋
- 上池袋中央公園

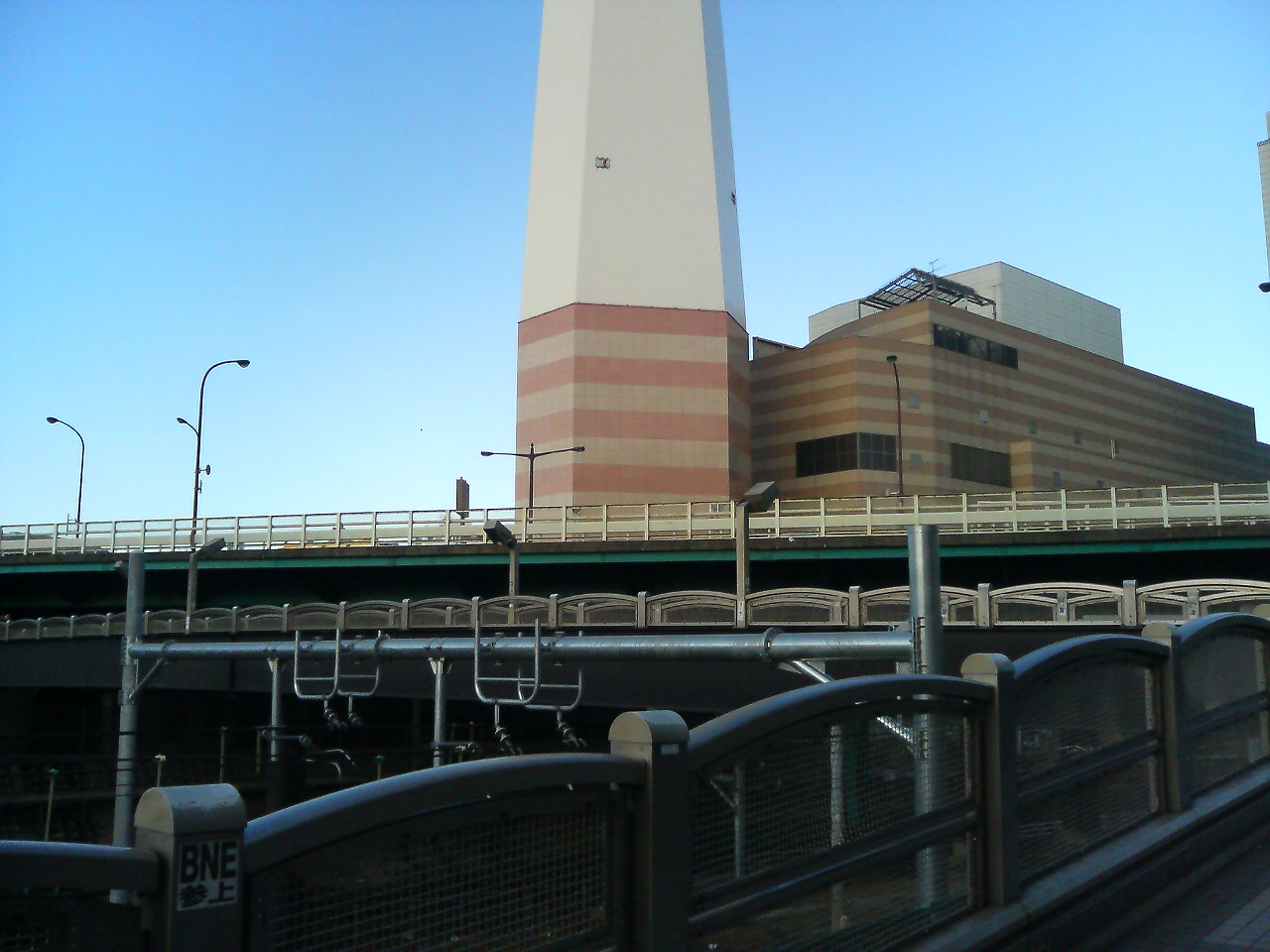
池袋大橋と豊島清掃工場（2007年1月）

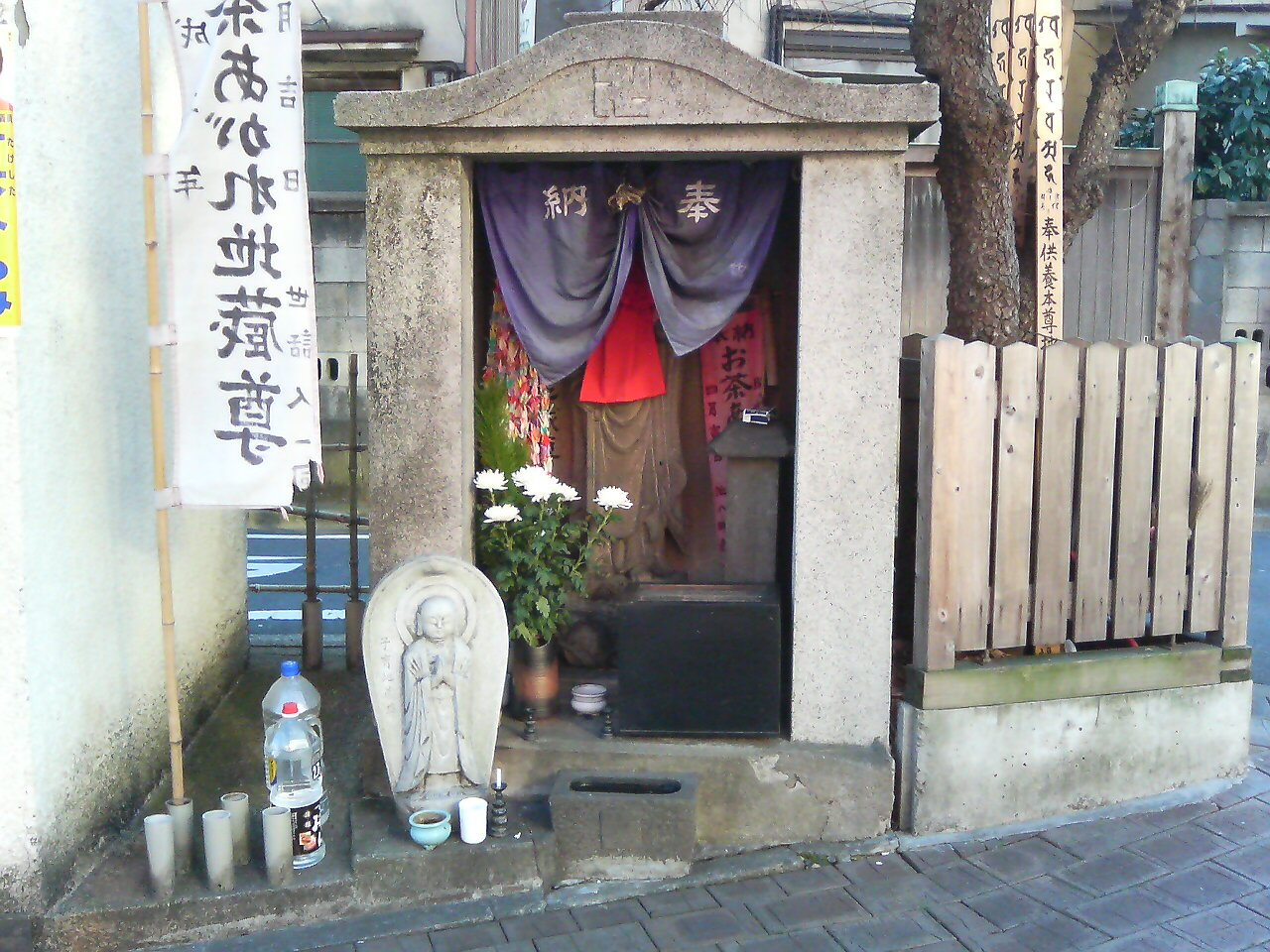
お茶あがれ地蔵（2007年1月）

- 宮仲公園 - 真宗大学（大谷大学の前身）が、この公園を含む一帯にあったため、「大谷大學開學の碑」が設置されている。
- 上池袋東公園
- 上池袋公園
- 上池袋さくら公園
- 堀の内公園
- 豊島中央病院
- 妙経寺 - 日蓮宗の仏教寺院。山号は最上山。
- 中国嵩山少林寺廟
- お茶あがれ地蔵 - 豊島区内の心霊スポットとして、サンシャインシティ・雑司ヶ谷霊園と並んで挙げられる。交番の隣にあり、実際には怖くないといわれる。北池袋駅そば。
- 子安稲荷神社 - 安産の神として信仰を集めている。

### 商業施設
商業地のほぼ全てが明治通りに面している。上池袋商店街・大塚銀の鈴通り商店街（大塚北口商栄会）の2つの商店街が存在する。
- 東京トヨペット（池袋店）
- マルエツプチ（上池袋店）
- ピーコックストア（上池袋店）
- セブン-イレブン（上池袋1丁目店・上池袋2丁目店・上池袋3丁目店）
- ミニストップ （上池袋4丁目店）
- ファミリーマート（上池袋3丁目店・上池袋4丁目店）
- ヤマザキショップ（ほまれや店、上池袋4丁目）
- ローソンストア100（上池袋店）
- ニッポンレンタカー上池袋営業所
- オリジン弁当上池袋店
- 京たこ上池袋店
- やまか焼き鳥
- エスピークイック

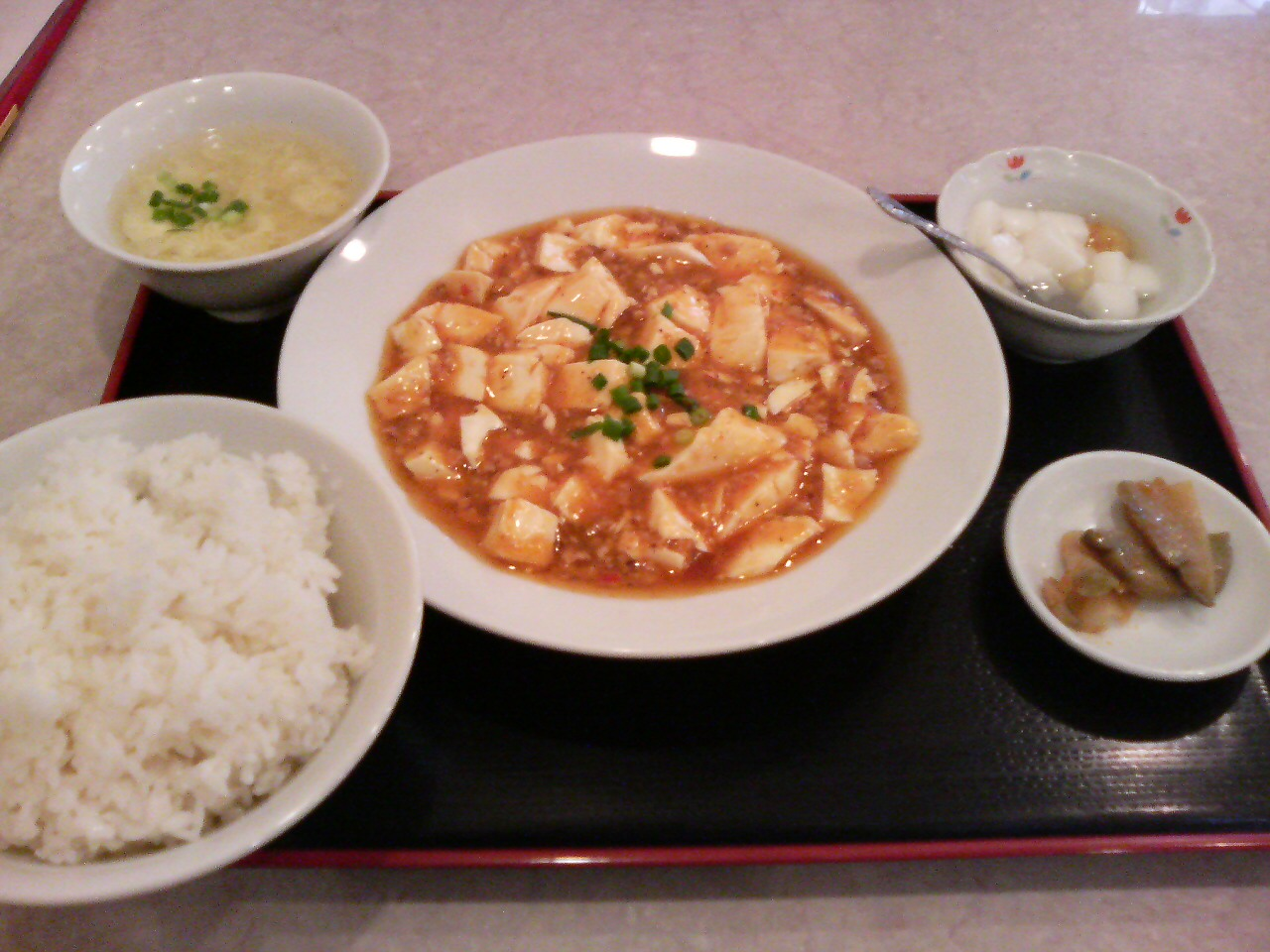
大福の麻婆豆腐定食（600円）（2007年1月）
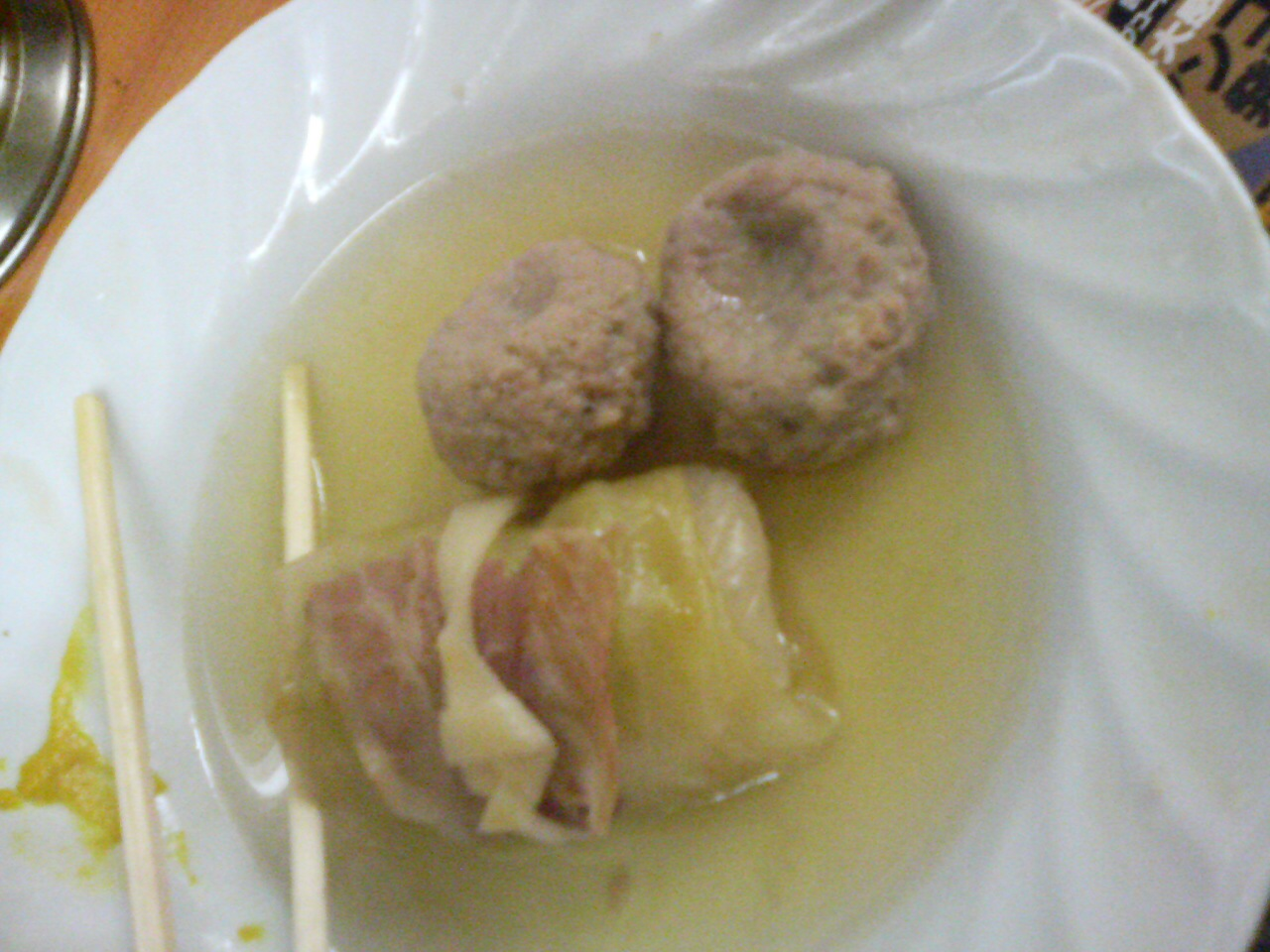
若松のおでん（つみれ90円・ロールキャベツ100円）」（2007年1月）

### 現存しない施設
- 癌研究会・癌研究会附属病院
- 真宗大学
- 池袋マンモスプール

## 上池袋を舞台とした作品
- 『転々』（藤田宜永）
- 『赤・黒 池袋ウエストゲートパーク外伝』（石田衣良）
- 『サウダージ』（垣根涼介）

## その他

### 日本郵便
- 郵便番号 : 170-0012[3]（集配局 : 豊島郵便局[15]）。